# Våld vid psykisk sjukdom
Våld vid psykisk sjukdom kan drabba anhöriga, personen själv, sjukvårdspersonal eller allmänheten. Viss psykiatrisk sjukdom är kopplad till våldsbenägenhet. De flesta med psykisk sjukdom är aldrig våldsamma. Oftast ses stegvis ökad oro, frustration, irritation och rastlöshet innan våld uppstår, även om våld kan inträffa utan tidigare varningstecken. Denna upprinnelse kan ske som svar på vanföreställningar, allvarliga psykiska symtom och även stressande faktorer från vårdmiljö. Inom psykiatrisk vård förekommer både hot och fall av våld. Olika evidensbaserade sätt att hantera och förebygga våld finns och utnyttjas.

## Riskfaktorer
Risken för våld kan definieras som en kombination av riskfaktorer hos den sjuke samt yttre, situationsspecifika omständigheter.
Inre faktorer är bland annat tidigare våldsamt bettende, drog- eller alkoholpåverkan, sömnbrist, avbruten antipsykotisk medicinering och förvirring.
Yttre faktorer kan vara trånga utrymmen, hög rumstemperatur eller stressad och upprörd personal. Begreppet "farlig situation" förespråkas hellre än "farlig patient", vilket underlättar att identifiera och åtgärda yttre riskfaktorer.
Att tidigare själv ha blivit utsatt för våld är en signifikant riskfaktor för att begå våldshandlingar. Aggressivt beteende inom föregående månad ökar risken, men kopplingen till våldshandling tidigare i livet saknar lika starkt stöd. Psykotisk sjukdom som diagnostiserats sent i livet; diagnostiserad schizofreni; samt narkotikabruk bedöms vara riskfaktorer för våldsbenägenhet. Andra mindre signifikanta riskfaktorer är ökad ålder, manligt kön och tidigare boendestöd.

### Skattning och riskbedömning
Tidig identifiering av individer med riskfyllt beteende möjliggör förebyggande insatser och stöd. I många länder tillhör bedöms rutinmässigt enskilda patienters farlighet både för sig själva och andra. Olika sätt att utföra sådan riskbedömning finns, bl.a. skattningsinstrument och strukturerade intervjuer. Dessa anses av Brittiska NICE vara av god hjälp.
Det är viktigt att instrumenten finner en balans mellan att inte missa verklig risk och att inte utsätta de som inte utgör en risk för onödiga åtgärder. Skattningsinstrument behöver också vara tillämpbara i klinisk vardag. Brøset Violence Checklist (BVC) och Dynamic Appraisal of Situational Aggression Inpatient Version (DASA-IV) bedömdes av Brittiska NICE i en rapport från 2015 ha stöd. BVC används i Sverige.
Att uppmärksamma förhöjd risk tillåter inledande av samtal och möjlighet att förebygga våldsepisoder.

## Åtgärder
Interventioner eller åtgärder vid våldssituation kan delas in i de som sker under våld eller aggression (akuta åtgärder), och de som sker precis efter, samt de som ämnar förebygga våld.

### Förebyggande
Våld och aggressionsincidenter inträffar ibland plötsligt och utan föregående varningstecken. Det vanligaste är dock att det är kulmen på långsam eller snabbare stegvis ökade oro, frustration, irritation och rastlöshet. Upprinnelsen kan också påverkas av vanföreställningar eller andra allvarliga psykiatriska symtom och stressande faktorer i t.ex. vårdmiljön. Förebyggande åtgärder är allting från vänligt bemötande, till avancerade nedtrappningstekniker och särskilda anpassade lokaler. Det finns svagt vetenskapligt stöd och ytterligare forskning behövs för att utvärdera vilka åtgärder som är effektiva.
De som visar återkommande mönster av våldsamhet och aggressivt beteende rekommenderas få möjlighet till stöd och kunskap om hur man själv ska förändra sitt beteende.
Minimerande av riskfaktorer är av värde vid våldsförebyggande insatser. Att minska trängsel, släppa in frisk luft och säkerställa att personal kan arbeta med låg ljudnivå minskar risken för våld.

### Akuta åtgärder
Vid våldsamma episoder kan det bedömas att tvångsåtgärder behövs. Det finns i Sverige regelverk och lagar som reglerar alla tvångsåtgärder. I psykiatrisk vård är detta huvudsakligen LPT.

#### Akut sedering
Inom den psykiatriska vården kan det ibland vara nödvändigt att använda läkemedel för att förebygga eller avbryta en våldsam episod, så kallad akut sedering. Syftet är en kortverkande lugnande effekt som skall avbryta fortsatt våldsamt beteende. Akut sedering kan användas mot en patientens vilja som tvångsåtgärd.
Monoterapi med lorazepam samt kombinationsterapi av haloperidol och prometazin har visst vetenskapligt stöd. Risker och problem att beakta är att läkemedel kan interagera med narkotika, att vissa är svåradministrerade, och att åtgärden kan upplevas som traumatisk.

#### Icke-farmakologiska
Under en våldepisod används isolering och fasthållning (både fysisk fasthållning och fastspänning). Hur dessa används skiljer sig internationellt.
Isolering innebär att våldsbrukaren blir inlåst mot sin vilja i ett särskilt rum med regelbunden övervakning. I Sverige förekommer avskiljning som tvångsåtgärd, då i regel med ständig tillsyn. Isolering används sällan i Sverige.
I Sverige är fasthållning endast tillåtet i akut nödsituation till dess att läkare skyndsamt tillkallats. Risk för skador förekommer vid både utövande och utbildning av fasthållning.
Det vetenskapliga stödet för olika tvångsåtgärder är begränsat, och etiska svårigheter i utformningen av studier gör det fortsatt svårt att forska kring.